# 片桐勝昌
片桐 勝昌（かたぎり かつまさ、1907年（明治40年）2月2日 - 1973年（昭和48年）8月31日）は、日本の政治家、税理士、計理士。

## 略歴
現在の長野県伊那市出身。日本大学卒。豊島区会議員、東京市会議員、東京都議会議員、日本合同ゴム社長、片桐興産株式会社代表取締役などを歴任した。
戦後の1946年（昭和21年）の第22回衆議院議員総選挙に東京1区（当時）から立候補したが落選した。翌1947年（昭和22年）の第23回衆議院議員総選挙に東京5区（当時）から民主党公認で立候補したが落選した。1952年（昭和27年）の第25回衆議院議員総選挙では日本再建連盟から立候補したが落選した。

## 著書
- 商業登記実務便覧―改正商法 (1951年) － – 古書, 1951